# Aizarnazabal
Aizarnazabal is een gemeente in de Spaanse provincie Gipuzkoa in de regio Baskenland met een oppervlakte van 7 km². Aizarnazabal telt 775 inwoners (1 januari 2016).